# Weinböhla
Weinböhla település Németországban, azon belül Szászország tartományban. Lakosainak száma 10 530 fő (2023. december 31.). Weinböhla Niederau és Moritzburg községekkel határos.

## Népesség
A település népességének változása:
| Lakosok száma | 10 165 | 10 347 | 10 380 | 10 476 | 10 549 | 10 530 |
|               | 2014   | 2017   | 2019   | 2021   | 2022   | 2023   |